# Навроцкий, Василий Корнеевич
Васи́лий Корне́евич Навро́цкий (11 февраля 1897, с. Дидное Бобруйского уезда Минской губернии, теперь Могилевская область, Беларусь — 6 октября 1975, Харьков) — советский гигиенист, академик АМН СССР (с 1960), заслуженный деятель науки УССР (с 1968).

## Биография
Окончил Харьковскую медицинскую академию (1921), после чего работал санитарным инспектором в Донбассе. В 1927—1953 работал в Харьковском научно-исследовательском институте гигиены труда и профзаболеваний. В 1944—1972 — профессор, заведующий кафедрой Украинского института усовершенствования врачей (Харьков).
Василий Корнеевич изучал вопросы гигиены труда в химической, угольной, горнорудной и металлургической промышленности, экспериментальной промышленной токсикологии, силикоза, воздействия вредных факторов производственной среды небольшой интенсивности на иммунобиологическую реактивность организма.

## Ссылка
- Научное наследство и роль профессора Навроцкого В.
- К. в становлении и развитии гигиены труда и профилактической медицины